# Melitaea delia
Melitaea delia är en fjärilsart som beskrevs av Denis och Ignaz Schiffermüller 1775. Melitaea delia ingår i släktet Melitaea och familjen praktfjärilar. Inga underarter finns listade i Catalogue of Life.